# 哈拉尔德·胡夫曼
哈拉尔德·胡夫曼（德語：Harald Huffmann，1908年6月3日—1992年12月20日），德国男子曲棍球运动员，场上位置是前锋。他曾代表德国参加1936年夏季奥林匹克运动会曲棍球比赛，获得一枚银牌。